# Patrick Bakker
Pour les articles homonymes, voir Bakker.
Patrick Bakker, né le 12 novembre 1910 à Apeldoorn et mort le 28 décembre 1932 à Amsterdam, est un peintre et dessinateur néerlandais de la première moitié du XXe siècle. Salué à son décès comme un « prodige », selon la formule du Dictionnaire de Bénézit (voir Bibliographie), il a laissé, malgré l’extrême brièveté de sa vie d’artiste, une œuvre riche et abondante, marquée par la liberté expressive de la couleur, un dessin très sûr et une impétuosité contrôlée. Le critique d’art A. M. Hammacher lui a consacré une page élogieuse dans Stromingen en persoonlijkheden : schets van een halve eeuw schilderkunst in Nederland, 1900-1950 (p. 140, voir Bibliographie).

## Biographie
Patrick Bakker est né dans un milieu aisé, international et cultivé, qui entretenait à l’échelle européenne de nombreuses relations dans le monde des arts et encouragea sa vocation précoce. Durant son adolescence, il fit de nombreux voyages à l’intérieur des Pays-Bas et à l’étranger (France, Angleterre, Allemagne, plus tard Vienne et Venise), admirant l’architecture, pratiquant son art et visitant les musées. En 1928, il quitta l’école pour entrer, à Amsterdam, d’abord dans l’atelier de Grauss, puis, en 1929 – après une longue maladie – dans celui de Monnikendam. En septembre 1931, malgré sa santé fragile, il s’installa à Paris, étudiant d’abord à l'Académie Julian et à l'Académie Colarossi, puis, à partir du printemps de l’année 1932, aux Beaux-Arts, dans l’atelier de Lucien Simon. Il fit la connaissance de nombreux artistes français ou étrangers qui résidaient dans la capitale, dont André Lhote, Fernand Léger, Conrad Kickert ou Piet Mondrian. Pendant un temps, il se rendait tous les dimanches chez Jacques-Emile Blanche, qui fit son portrait. Il se lia aussi au jeune David Ogilvy et fréquenta les cercles de l’émigration russe. C’est d’ailleurs en compagnie de la famille Troubetskoy, qui habitait une dépendance du château de l’Étoile en Touraine, qu’il passa les dernières semaines actives de sa vie d’artiste, durant l’été 1932, ramenant de ce séjour une série d’encres d’une grande finesse. A l’automne de la même année, de nouveau malade, il part se reposer dans la maison familiale à Hilversum. Il a tout juste le temps d’organiser à Amsterdam sa première exposition, avant d’entrer à l’hôpital, où il s’éteint un mois plus tard à l'âge de vingt-deux ans.

## Personnalité
D’un tempérament riche et attachant, à la fois plein de fantaisie et de détermination, Patrick Bakker, qui était bon linguiste, semble avoir accumulé au cours de ses voyages de nombreuses amitiés chez des gens de tous âges et de tous horizons, avec lesquels il correspondait fréquemment. Avide d’expériences, il avait coutume d’alterner d’intenses périodes de travail solitaire et une vie sociale festive et variée. Il est aussi l’auteur d’une poignée de poèmes, en français, en anglais, en hollandais et même en allemand, qui allient de manière troublante les accents tristes d’Apollinaire et la bizarrerie du nonsense anglais. 

## Œuvre
Bien qu’elle se soit développée en l’espace de trois ans seulement, l’œuvre picturale de Patrick Bakker témoigne d’une maîtrise audacieuse et d’une hauteur de vue qui furent reconnues par nombre de ses contemporains. Elle présente néanmoins une diversité stylistique prononcée, selon le medium employé.

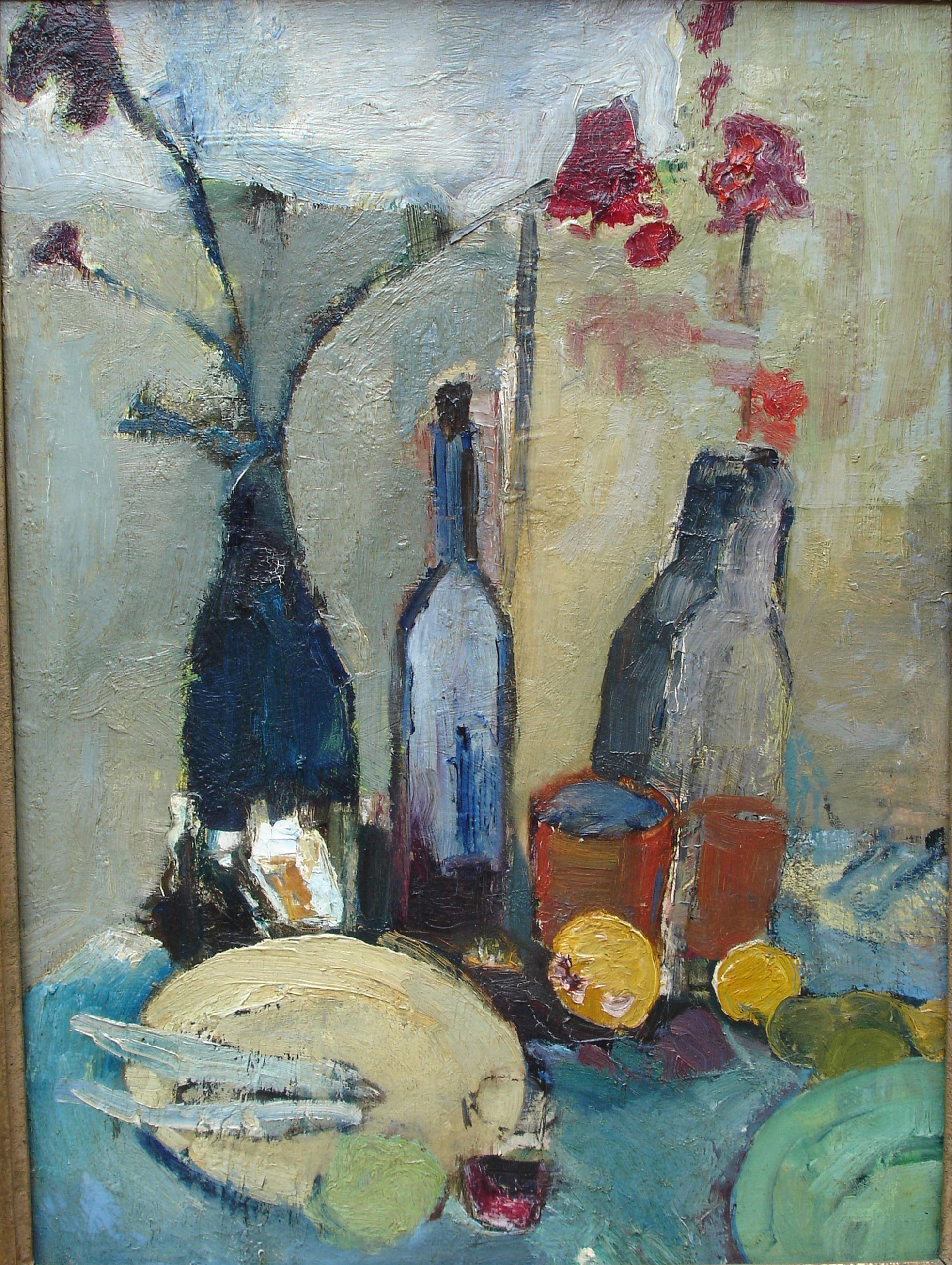
De scheve fles (la Bouteille penchée), 1932 : huile sur toile, 48 × 66 cm, coll. particulière

Peinture : Sa peinture à l’huile et ses pastels sont remarquables surtout par leur coloris. Dans les mêmes années où de nombreux artistes néerlandais, tels Dick Ket, Raoul Hynckes ou Pyke Koch, coulent des images au contenu brutal, onirique ou mystérieux dans le moule impeccable et glacé du beau métier, la peinture de Patrick Bakker reste attachée au grand art de facture sensuelle et expressive, voire expressionniste. Ses sujets sont traditionnels – nus, paysages, portraits, natures mortes – mais leur rendu est l’objet de recherches continuelles portant principalement sur leur chromatisme, qui est peut-être l’apport le plus personnel du peintre : évitant le tropisme des couleurs primaires présent chez les expressionnistes allemands ou les peintres hollandais du groupe De Ploeg (à l’exception peut-être de George Martens), son coloris n’a rien non plus d’impressionniste, mais cultive des teintes aigres-douces et dissonantes, parfois délibérément sales, avec une violence contrôlée dans l’expression.

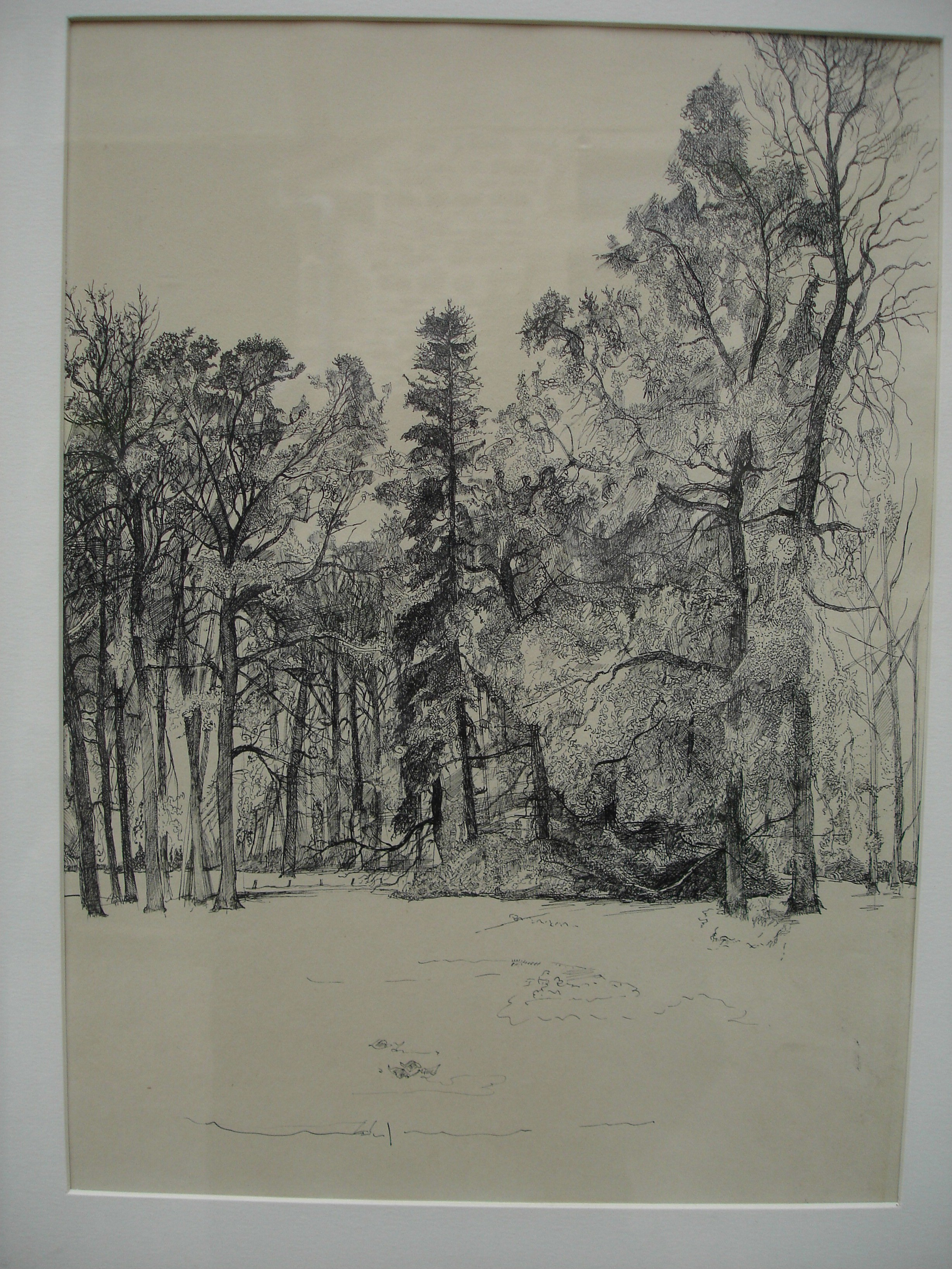
Arbres à Nieuw-Amelisweerd, 1931 : encre sur papier, 26 × 35 cm, coll. particulière

Dessin : Ses encres, au contraire, notamment ceux de la fin, sont souvent d'une grande délicatesse et démontrent la qualité innée de son dessin : vues de Paris, bosquets, vallons, elles sont exécutées d’une plume fine, élégante et méticuleuse, qui alterne de larges espaces laissés blancs sur la feuille et des passages à la texture extrêmement travaillée.  

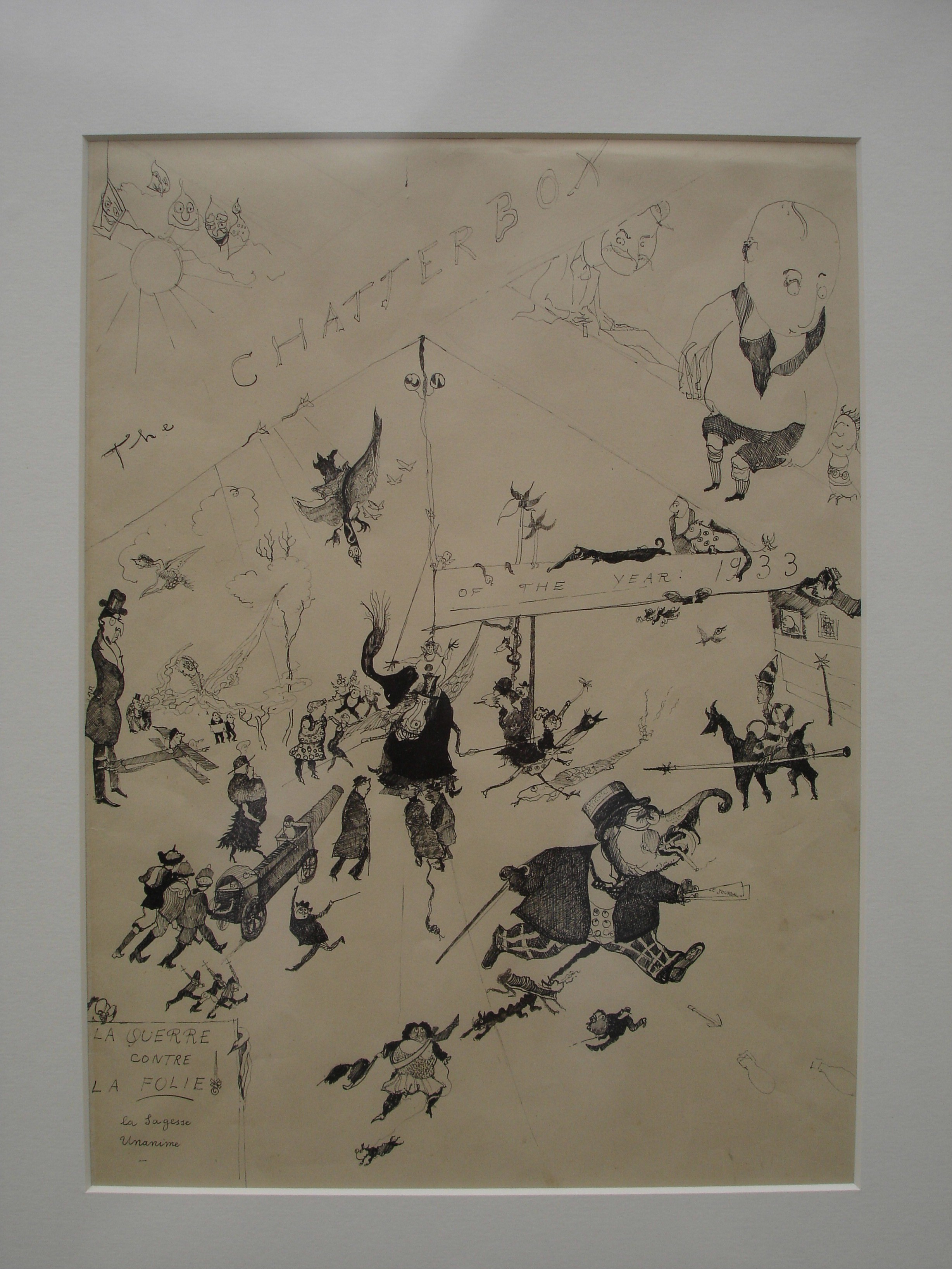
The Chatterbox of the year 1933, projet de couverture, 1931 : encre sur papier, 27 × 37 cm, coll. particulière

 Il faut noter aussi que depuis son plus jeune âge Patrick Bakker a toujours abondamment pratiqué, en parallèle, l’art de la caricature et de l’illustration. Même ses textes et poèmes, qui étaient manifestement à usage privé, furent soigneusement recueillis par lui et illustrés de petits dessins très libres, souvent fourmillant de personnages et de figures, qui laissent percer, derrière la dérision, une imagination fertile et angoissée.

## Expositions
Patrick Bakker ne fut exposé qu’une seule fois de son vivant, en 1932, au Henri Cohen Atelier voor Binnenhuiskunst. Après sa mort, il y eut d’autres expositions : à la galerie J. Goudstikker (1934), au Musée Boijmans Van Beuningen (1936), au Kunstzaal voor de Kunst d’Utrecht (1938) et enfin, après la guerre, au Van Abbe Museum de Eindhoven (1958/1959). Mis à part un portrait, entré dans les collections du musée Boijmans Van Beuningen après l’exposition de 1936, son œuvre est conservée pour l’essentiel dans des collections privées, principalement auprès de descendants de la famille Bakker. À noter, également : seuls ses toiles et ses encres ont fait l’objet d’expositions ; quant à ses poèmes et ses nombreux dessins d’imagination, ils sont restés, jusqu’à ce jour, inconnus du public.  